# Marcel Lepan
Marcel Pierre Lepan, né le 14 septembre 1909 à Boulogne-sur-Mer (Pas-de-Calais) et mort le 10 mars 1953 à Boulogne-sur-Mer, est un rameur français. 

## Biographie
Fils de cafetier, Marcel Lepan a participé -comme barreur- à l'épreuve de quatre avec barreur aux Jeux olympiques d'été de 1924 à Paris et remporté la médaille d'argent.